# Beutelsbach
Beutelsbach là một đô thị ở huyện Passau bang Bayern thuộc nước Đức.